# Die fromme Helene (Film)
Die fromme Helene ist eine deutsche Filmkomödie frei nach den Werken von Wilhelm Busch. Unter der Regie von Axel von Ambesser spielte Simone Rethel die Titelrolle. Die Uraufführung des ab 6 Jahren freigegebenen Films fand am 21. Dezember 1965 statt.

## Handlung
Frankfurt am Main im 19. Jahrhundert. Während sich Wilhelm Busch das Leben und Treiben auf den Straßen betrachtet, stößt er mit einem kleinen, kessen Mädchen namens Helene zusammen, das ihn zu einer seiner bekanntesten Geschichte inspirieren sollte.
Helene hat nichts als Flausen im Kopf. Sie liebt es, Unfug zu machen und Streiche zu spielen. Mal verstreut sie Juckpulver, mal steigt sie nächtens aus dem Fenster und tanzt in einem Ballett Cancan. Ihrem Vormund, dem Gefängnisdirektor Knistig, wird das allmählich alles zu viel, und er schickt sie aufs Land zu ihrem Onkel Nolte. Kaum angekommen, lernt sie dort Max und Moritz kennen, die wie sie nichts anderes als Schabernack treiben wollen. Gemeinsam begeben sie sich auf ein Schützenfest, wo sich gerade die Honoratioren des Ortes, darunter auch Wilhelm Busch mit Skizzenblock, aufhalten.
Die drei Kinder hecken allerlei Späße aus und schießen bei einem Wettbewerb einen mit Wein gefüllten Ballon genau über Herrn Schmöck ab, der komplett eingenässt wird. Die Strafe trifft jedoch nur Helene, während Max und Moritz davonkommen. Onkel Nolte muss den entstandenen Schaden bezahlen. Dafür sperrt er seine Nichte zur Strafe in den Keller, wo Helene Tüten kleben muss. Max und Moritz haben jedoch schon einen Plan ausgeheckt und befreien die rußverschmierte Helene via Kamin aus ihrer Gefangenschaft, während Nolte in der Zwischenzeit dem adretten Fräulein Schmöhle nachstellt.
Rache ist süß, denken sich Max und Moritz, und sägen diejenige Brücke an, die Onkel Nolte auf dem Heimweg passieren muss. Helene wiederum warnt ihren Onkel vor dieser Missetat, nimmt ihm aber dafür das Versprechen ab, sie nie mehr wieder in den Keller zu sperren. Um ihrer Forderung Nachdruck zu verleihen, legt sie noch eine kleine Erpressung nach: Andernfalls würde sie der Tante Pauline von Onkel Noltes Tête-à-Tête mit Mamsell Schmöhle erzählen …
Neue Aufregung für Helene verspricht der schmucke Vetter Franz, der sich zum Besuch angesagt hat. Der zeigt jedoch zunächst wenig Interesse an Helene und schäkert lieber mit dem Küchenpersonal, namentlich Hannchen, herum. Helene hofft, ihm beim anstehenden Schützenball näherkommen zu können, nur leider kann sie nicht tanzen. Wilhelm Busch weiß Rat: Er arrangiert für sie und Max & Moritz eine Tanzstunde unter freiem Himmel. Die drei fahren am nächsten Tag in die Stadt und verschaffen sich Einlass in das dortige Theater. In der Requisitenkammer bedient man sich benötigter Kostüme, und so ausstaffiert, gedenkt Helene als „Baronin Hohenhausen“ am Abend im Gasthaus zu erscheinen, wo der Schützenball stattfinden soll. Helene „von Hohenhausen“ erregt rasch allgemeine Aufmerksamkeit, auch die von Vetter Franz. Jedoch ist es wieder Wilhelm Busch, der sofort Helene erkennt. Doch er hält still.
Herr Schmöck, an diesem Abend der selbsternannte Kavalier Helenes, hat in der Zwischenzeit in der Küche mit einer Gräte zu kämpfen. Das ist die Gelegenheit für Vetter Franz, sein Glück bei der „Baronin“ zu versuchen. Er fordert, sehr zum Verdruss von Onkel Nolte und Herrn Dralle, Helene zum Tanzen auf. Währenddessen treiben Max & Moritz erneut Unfug und reiben unter dem Tisch die Schuhe von Dralles Tochter Dorchen mit Schmierseife ein. Als Dorchen, die ebenfalls ein Auge auf den feschen Franz geworfen hat, nun endlich auch einmal mit ihm tanzen will, fliegt sie der Länge nach hin und landet unter dem Tisch. Helene kann sich kaum halten vor Lachen und beginnt sich bald mit Dorchen zu raufen. Herr Schmöck stellt sich schützend vor Helene, die im Gerangel den Hutschleier verliert. Bald erkennt jeder, wer sich hinter der Maske der 'Baronin Hohenhausen' verbirgt. Tante Pauline fällt in Ohnmacht, Onkel Nolte ist entsetzt, nur Vetter Franz und Wilhelm Busch haben ihren Spaß.
Am nächsten Tagen taucht Herr Schmöck bei Onkel Nolte auf und bittet um Helenes Hand. Die weiß nicht, was sie machen soll und fragt Busch um Rat. Dieser schildert auf seine sehr spezielle Art ausführlich, was ihr in der Ehe mit diesem Herren blühen würde. Als Busch sie en passant fragt, ob es nicht besser wäre, Vetter Franz zu heiraten, der im Nebenraum schon auf sie warten würde, ist ihre Freude groß. Auf dem Weg zum Traualtar streuen Max und Moritz die Blumen. Doch sie wären nicht Max und Moritz, wenn sie sich nicht längst einen Streich ausgedacht hätten: Sie haben Niespulver unter die Blumen gemischt …

## Produktionsnotizen
Gedreht wurde diese prominent besetzte Franz-Seitz-Produktion vom 16. August bis zum 9. Oktober 1965 in Schleswig-Holstein (Außenaufnahmen) und in den Filmstudios von Geiselgasteig.
Die 16-jährige Münchner Schülerin Simone Rethel erhielt hier ihre erste Filmrolle.
Insgesamt 170 Briefe mit Fotos gingen 1965 bei der Constantin-Film ein, nachdem ein Aufruf zum Casting gestartet worden war. Insgesamt fünf Mädchen kamen in die engere Wahl, bis sich Ambesser schließlich für Rethel entschied.
Die Schlüsselrolle des Wilhelm Busch hat Ambesser selbst übernommen.
Für die Filmbauten sorgten Wolf Englert und Robert Stratil, die Kostüme entwarf Ilse Dubois.
Der nachmals bekannte Kameramann Frank Brühne durfte hier erstmals an einer großen Produktion als Kameraassistent mitwirken.
Der Stummfilmpionier Otto Reinwald, ursprünglich ein Schauspieler, fand hier seine letzte Beschäftigung als Aufnahmeleiter.
Als Vorfilm zu Die fromme Helene lief in den deutschen Kinos der 374 Meter lange deutsche Dokumentarkurzfilm Pazifische Impressionen von Gunter Sachs.

## Kritik
Das Handbuch Filme 1965–1970 schrieb über Die fromme Helene: „Im Stil uneinheitlich, ohne Schwung und wenig geschmackssicher“.
Das Lexikon des Internationalen Films urteilte: „Schwerfälliges deutsches Unterhaltungskino der 60er Jahre auf niedrigem handwerklichen Niveau“.
Der Evangelische Film-Beobachter kam zu folgendem Ergebnis: „Sehr freie Nachgestaltung der Bildergeschichte von Wilhelm Busch, bei der die Hersteller sich anscheinend ihrer Grenzen bewußt waren. Wer nicht von vornherein lieber beim Original bleibt, mag sich an dem Film als hausbackener Familienkost ergötzen. Einige Zutaten weniger hätten den Geschmack entschieden verbessert, doch betrifft das eher die kundigen Erwachsenen.“